# Auletta (gruppo musicale)
Auletta è un gruppo musicale indie rock tedesco (nello specifico di Magonza). Il nome è tratto dalla cittadina campana di Auletta in Italia, che il gruppo ha visitato nel 2006.

## Storia della band
Nel 2009 la canzone Meine Stadt, tratta da Pöbelei & Poesie, venne utilizzata nella colonna sonora del videogioco calcistico FIFA 10.
La band ha partecipato al Bundesvision Song Contest (BuViSoCo) nel 2010 ed ha ottenuto il 14º posto con il singolo Sommerdiebe.

## Formazione
- Alexander Zwick: Voce, Chitarra
- Martin Kloos: Chitarra
- Johannes Juschzak: Batteria
- Daniel Juschzak: Basso

## Discografia

### Album e EP
- 2007: Heimatmelodien (EP, Wohnton Mu [Flur-Musik])
- 2009: Pöbelei & Poesie (album, Virgin [EMI])
- 2011: Make Love Work

### Singoli
- 2009: Meine Stadt (Virgin [EMI])
- 2009: Ein Engel Kein König (Virgin [EMI])
- 2010: Pöbelei & Poesie
- 2010: Sommerdiebe
- 2011: Make Love Work
- 2011: Alles was ich bin